# Німецька Швейцарія

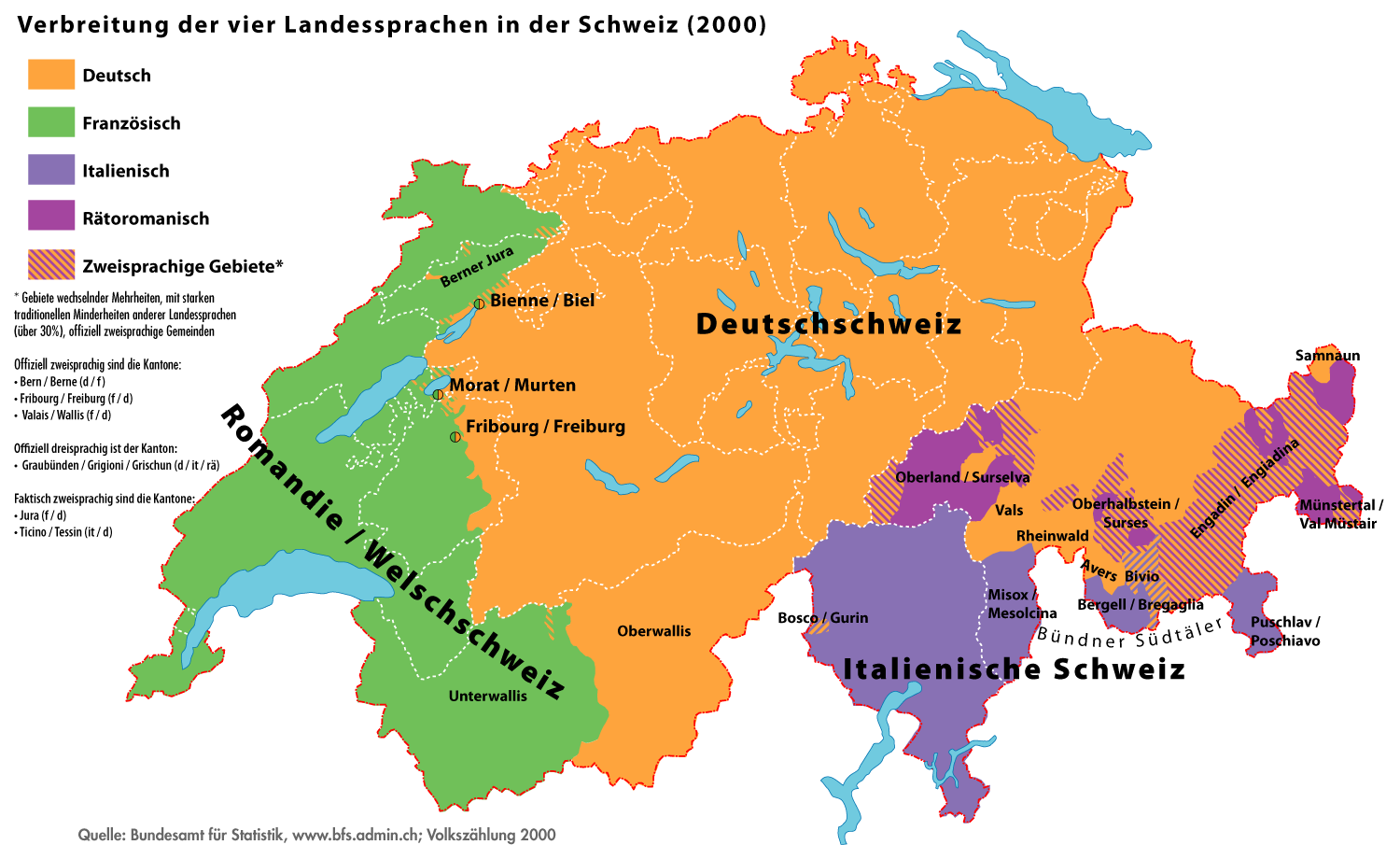
Німецька Швейцарія на мапі мов Швейцарії (позначена оранжевим кольором

Німецька Швейцарія або німецькомовна Швейцарія (нім. Deutschschweiz, deutsche Schweiz) — частина Швейцарії, у якій мешкає переважно німецькомовне населення, що використовує швейцарський варіант німецької мови («Schwyzerdütsch, Schwyzertütsch»), заснований на швейцарському діалекті. Це найбільша за площею та за населенням частина Швейцарії: близько 65 % швейцарців у більшості кантонів держави використовує німецьку мову. Територіально охоплює Північно-Західну і Східну Швейцарії, частково Швейцарське плато і Центральну Швейцарію, а також більшу частину Швейцарських Альп. є. Захід і схід німецькомовної Швейцарії розділяє за низкою відмінностей культурна межа Брюніг — Напф — Ройс.

## Статус німецької мови
На території німецької Швейцарії, а точніше — кантонів цього регіону, німецька мова визнана як офіційна. Вона використовується в 17 кантонах з 26, а також має однаковий статус разом з французькою у Берні, Вале, Фрібурі, Граубюндені вважається однією з найпоширеніших поряд з романшською та італійською (більше половини населення кантону користується діалектами швейцарсько-німецького варіанту).
У повсякденному спілкуванні швейцарці німецькомовних кантонів вживають розмовну форму швейцарської німецької, проте на письмі використовується літературна німецька. Лише в деяких випадках швейцарський варіант німецької використовується як самостійна мова ЗМІ, освіти та місцевих органів влади. Кожен німецькомовний швейцарець також володіє літературною німецькою, тож у спілкуванні з німцями швейцарці переходять на літературну мову.

## Сусідні мовні регіони
Мовний кордон між німецькомовною та франкомовною частинами Швейцарії називається жартівливим терміном Рештіграбен — за назвою решті, швейцарської національної страви з картоплі. На південному сході від німецької розташовується територія італійської Швейцарії, межа якої в основному збігається з межею кантону Тічино, проте в Граубюндені чітких кордонів між романшською та німецькою не існує.